# Kazaa
 O Kazaa foi extinto em Agosto de 2012, mas ele continua na Internet, Tenha cuidado. 
O Kazaa foi um programa de compartilhamento de arquivos peer-to-peer que permitia aos usuários compartilhar arquivos protegidos por direitos autorais sem a autorização dos detentores dos direitos. Esse recurso levou a várias batalhas judiciais e ações legais movidas contra a empresa responsável pelo Kazaa. Em 2012, a empresa decidiu encerrar o serviço para evitar mais processos e pagamentos financeiros. O Kazaa foi um dos primeiros programas de compartilhamento de arquivos a se tornar popular no início dos anos 2000. 
Em agosto de 2012, o site do Kazaa foi encerrado após anos de batalhas processuais sobre direitos autorais e compartilhamento de arquivos.

## História
Kazaa e FastTrack foram criados e desenvolvidos por programadores estonianos incluindo Jaan Tallinn , e vendidos ao empresário sueco Niklas Zennström e ao programador dinamarquês Janus Friis (que mais tarde criariam o Skype e mais tarde ainda Joost e Rdio ). O Kazaa foi introduzido pela empresa holandesa Consumer Empowerment em março de 2001, perto do final da primeira geração de redes P2P caracterizada pelo desligamento do Napster em julho de 2001. O próprio Skype era baseado no back-end P2P do Kazaa, que permitia aos usuários fazer uma chamada por conectando-os diretamente entre si. 
Inicialmente, alguns usuários da rede Kazaa eram usuários do programa cliente Morpheus , anteriormente disponibilizado pela MusicCity . Eventualmente, o cliente oficial do Kazaa tornou-se mais difundido. Em fevereiro de 2002, quando os desenvolvedores do Morpheus deixaram de pagar as taxas de licença, os desenvolvedores do Kazaa usaram uma capacidade de atualização automática para bloquear os clientes do Morpheus alterando o protocolo. Morpheus mais tarde se tornou um cliente da rede gnutella .

## Ações judiciais
A Consumer Empowerment foi processada na Holanda em 2001 pela editora de música holandesa, Buma/Stemra . O tribunal ordenou que os proprietários do Kazaa tomassem medidas para impedir que seus usuários violassem os direitos autorais ou pagassem uma multa pesada. Em outubro de 2001, uma ação foi movida contra a Consumer Empowerment por membros da indústria musical e cinematográfica dos EUA. Em resposta, a Consumer Empowerment vendeu o aplicativo Kazaa para a Sharman Networks, com sede na Austrália e incorporada em Vanuatu . No final de março de 2002, um tribunal de apelação holandês reverteu uma sentença anterior e declarou que o Kazaa não era responsável pelas ações de seus usuários. A Buma/Stemra perdeu seu recurso perante a Suprema Corte holandesa em dezembro de 2003.
Em 2003, a Kazaa assinou um contrato com a Altnet e a Streamwaves para tentar converter usuários em clientes legais pagantes. Os pesquisadores no Kazaa receberam uma amostra gratuita de 30 segundos das músicas que estavam pesquisando e foram direcionados para se inscrever no serviço Streamwaves com todos os recursos. 
No entanto, o novo proprietário do Kazaa, Sharman, foi processado em Los Angeles pelas principais gravadoras e estúdios de cinema e um grupo de editoras musicais. Os outros réus naquele caso (Grokster e MusicCity, fabricantes do software de compartilhamento de arquivos Morpheus) inicialmente prevaleceram contra os demandantes em julgamento sumário (Sharman ingressou no caso tarde demais para tirar proveito dessa decisão). A decisão do julgamento sumário foi confirmada pelo Tribunal de Apelações do Nono Circuito, mas foi revertida por unanimidade pela Suprema Corte dos Estados Unidos em uma decisão intitulada MGM Studios, Inc. v. Grokster, Ltd.
Após essa decisão em favor das gravadoras e estúdios demandantes, Grokster quase imediatamente resolveu o caso. Pouco depois, em 27 de julho de 2006, foi anunciado que Sharman também havia feito um acordo com a indústria fonográfica e estúdios cinematográficos. Como parte desse acordo, a empresa concordou em pagar US$ 100 milhões em danos às quatro principais gravadoras - Universal Music, Sony BMG, EMI e Warner Music - e uma quantia não revelada aos estúdios.  Sharman também concordou em converter o Kazaa em um serviço legal de download de música.  Como os criadores de produtos similares, os proprietários do Kazaa foram levados ao tribunal por órgãos de edição de música para restringir seu uso no compartilhamento de material protegido por direitos autorais .
Enquanto a ação dos EUA ainda estava pendente, a indústria fonográfica iniciou um processo contra Sharman em seu próprio território. Em fevereiro de 2004, a Australian Record Industry Association (ARIA) anunciou sua própria ação legal contra o Kazaa, alegando violações massivas de direitos autorais.  O julgamento começou em 29 de novembro de 2004. Em 6 de fevereiro de 2005, as casas de dois executivos da Sharman Networks e os escritórios da Sharman Networks na Austrália foram invadidos sob uma ordem judicial da ARIA para reunir evidências para o julgamento.
Em 5 de setembro de 2005, o Tribunal Federal da Austrália emitiu uma decisão histórica de que Sharman, embora não fosse culpado de violação de direitos autorais, havia "autorizado" usuários do Kazaa ilegalmente a trocar músicas protegidas por direitos autorais. O tribunal decidiu que seis réus - incluindo os proprietários do Kazaa, Sharman Networks, Nikki Hemming , chefe do Sharman em Sydney, e o associado Kevin Bermeister - permitiram conscientemente que os usuários do Kazaa trocassem ilegalmente músicas protegidas por direitos autorais . A empresa foi condenada a modificar o software dentro de dois meses (uma decisão aplicável apenas na Austrália). Sharman e as outras cinco partes enfrentaram o pagamento de milhões de dólares em danos às gravadoras que instigaram a ação legal. 
Em 5 de dezembro de 2005, o Tribunal Federal da Austrália cessou os downloads do Kazaa na Austrália depois que a Sharman Networks falhou em modificar seu software até o prazo de 5 de dezembro. Os usuários com um endereço IP australiano foram recebidos com a mensagem "Aviso importante: o download do Kazaa Media Desktop por usuários na Austrália não é permitido" ao visitar o site do Kazaa. Sharman planejou apelar contra a decisão australiana, mas acabou resolvendo o caso como parte de seu acordo global com as gravadoras e estúdios nos Estados Unidos. 
Em ainda outro conjunto de casos relacionados, em setembro de 2003, a Associação da Indústria Fonográfica da América (RIAA) entrou com uma ação no tribunal civil contra vários indivíduos que compartilharam um grande número de arquivos com o Kazaa;  a maioria desses processos foram resolvidos com pagamentos monetários em média $ 3.000. A Sharman Networks respondeu com um processo contra a RIAA, alegando que os termos de uso da rede foram violados e que um software cliente não autorizado (como o Kazaa Lite, veja abaixo) foi usado na investigação para rastrear os compartilhadores de arquivos individuais. Uma tentativa de arquivar esse processo foi negada em janeiro de 2004. No entanto, esse processo também foi encerrado em 2006 (veja acima). Mais recentemente, em Duluth, Minnesota, a indústria fonográfica processou Jammie Thomas-Rasset, uma mãe solteira de 30 anos. Em 5 de outubro de 2007, Thomas foi condenado a pagar às seis gravadoras ( Sony BMG , Arista Records LLC, Interscope Records , UMG Recordings Inc., Capitol Records Inc. tinha focado neste caso. Ela foi acusada de compartilhar um total de 1.702 músicas por meio de sua conta no Kazaa. Juntamente com os honorários advocatícios, Thomas pode dever até meio milhão de dólares. Thomas testemunhou que ela não tem uma conta no Kazaa, mas seu testemunho foi complicado pelo fato de ela ter substituído o disco rígido de seu computador após o suposto download, e mais tarde do que ela disse originalmente em um depoimento .antes do julgamento. 
Thomas-Rasset apelou do veredicto e recebeu um novo julgamento. Em junho de 2009, o júri concedeu aos queixosos da indústria fonográfica uma sentença de US$ 80.000 por música, ou US$ 1,92 milhão.  Isso é menos da metade do valor de $ 150.000 autorizado por lei. 

O tribunal federal considerou o prêmio "monstruoso e chocante" e o reduziu para $ 54.000. A indústria fonográfica se ofereceu para aceitar um acordo de $ 25.000, com o dinheiro indo para instituições de caridade que apóiam músicos. Aparentemente destemido, Thomas-Rasset conseguiu obter um terceiro julgamento sobre a questão dos danos. Em novembro de 2010, ela foi novamente condenada a pagar por sua violação, desta vez $ 62.500 por música, totalizando $ 1,5 milhão. Por fim, seus advogados estavam examinando uma contestação à validade constitucional de enormes danos estatutários, em que os danos reais teriam sido de US$ 24. 